# ستاره چارنووو
ستاره چارنووو (به لهستانی:  Stare Czarnowo) یک روستا در لهستان است که در گمینا ستاره چارنووو واقع شده‌است. ستاره چارنووو ۵۲۰ نفر جمعیت دارد.